# Wiesław Wałkuski

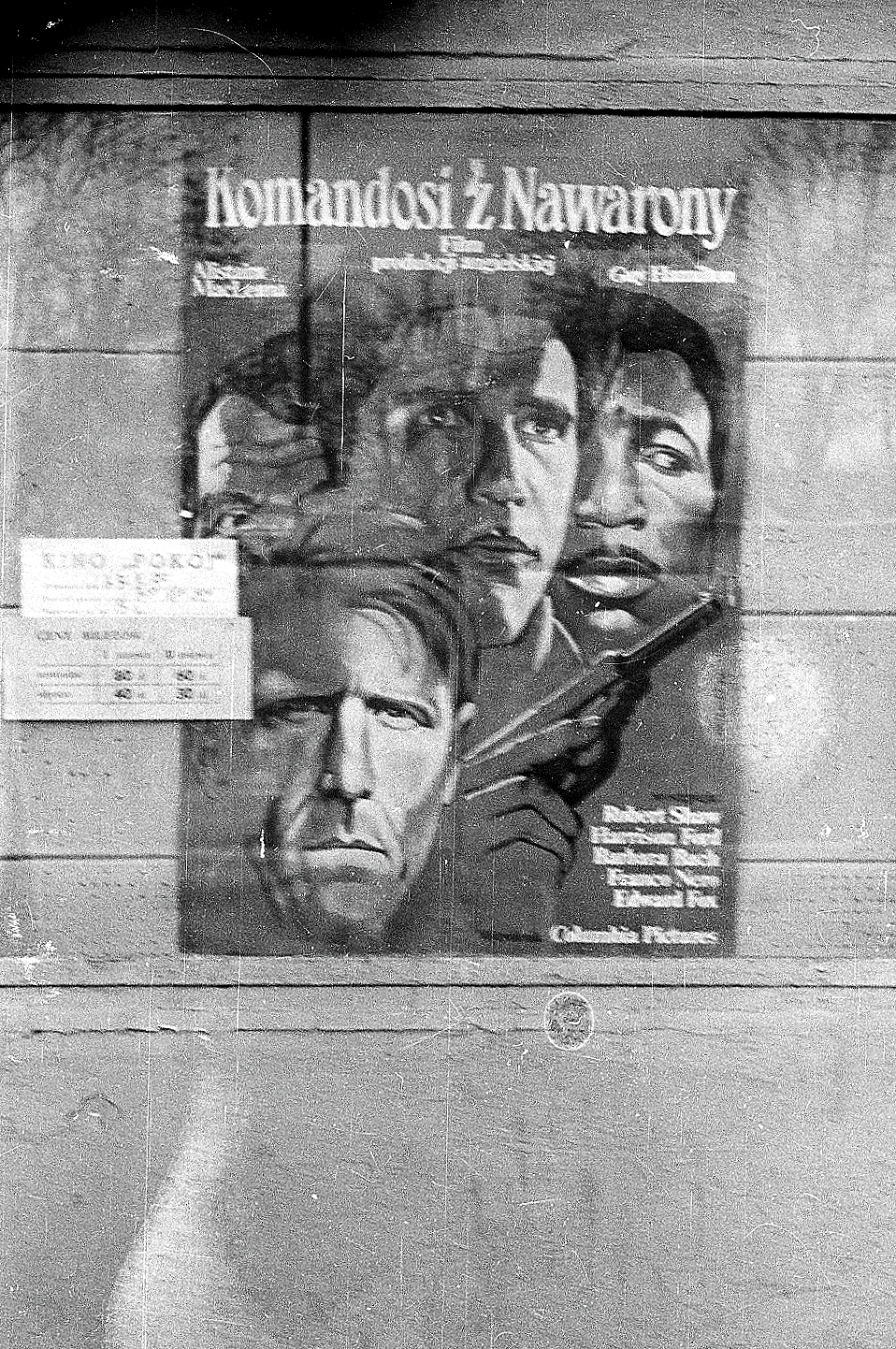
Naklejony na ścianę plakat filmu Komandosi z Nawarony

Wiesław Wałkuski (ur. w 1956 w Białymstoku) – polski artysta grafik, plakacista, ilustrator, zamieszkały w Warszawie.

## Życiorys
W latach 1976–1981 studiował malarstwo i projektowanie graficzne w Akademii Sztuk Pięknych w Warszawie w pracowniach  prof. Teresy Pągowskiej i prof. Macieja Urbańca. Po ukończeniu studiów wykonywał prace dla wydawnictw, teatrów oraz dystrybutorów filmowych (Polfilm i Film Polski). Od 1987 pracuje jako niezależny twórca. Wykonuje plakaty (ok. 200 prac) i ilustracje, oraz maluje. Ponadto projektuje znaczki dla Poczty Polskiej.

## Wybrana twórczość

### Plakaty
- Postrzyżyny, 1981
- Komandosi z Nawarony, 1982
- Seksmisja, 1983
- Marynia, 1983
- Nadzór, 1985
- Lampart, 1987
- Fortuna kołem się toczy, 1988
- Książę w Nowym Jorku, 1989
- Burzliwy poniedziałek, 1989
- Willow, 1989
- Uczta Babette, 1989
- Skrzypek na dachu, 1990
- Missisipi w ogniu, 1990
- March Caresses (Marcowe migdały), 1990
- Przełamując fale, 1996
- Ptasiek, 1998

### Znaczki pocztowe
- Światowy Dzień Poczty oraz koperta FDC, 1977
- 20. rocznica pontyfikatu papieża Jana Pawła II oraz koperta FDC, 1978
- Polacy na świecie • Bronisław Malinowski – Józef Zwierzycki, (seria) oraz koperty FDC, 2000
- Stop narkomanii oraz koperta FDC, 2000
- Europa CEPT oraz koperta FDC, 2003

## Wybrane nagrody
- „The Hollywood Reporter” Key Art Awards, Los Angeles
  - I nagroda, 1988
  - II nagroda, 1990
- Chicago Film Festiwal
  - II nagroda, 1983
  - I nagroda, 1986
  - II nagroda, 1988
- II nagroda na Międzynarodowym Biennale Plakatu, Meksyk, 1990
- II nagroda Art Directors Club of New York, Nowy Jork, 1992
- III nagroda na Międzynarodowym Biennale Plakatu Teatralnego, Rzeszów, 1993
- III nagroda na Międzynarodowym Festiwalu Plakatu i Grafiki (Festival international de l'affiche et du graphisme de Chaumont), Chaumont, Francja, 1996
- III nagroda na Międzynarodowym Konkursie na Plakat Teatralny, Osnabrück, Niemcy, 1997
- Biennale Plakatu Polskiego, Katowice
  - Grand Prix, 1997
  - II nagroda, 2001
- I nagroda w (zamkniętym) Konkursie na plakat z okazji 20. lecia pontyfikatu Jana Pawła II, 1998
- „Najładniejszy znaczek w 2003 roku” w plebiscycie pisma „Filatelista” – Europa CEPT (nr kat. 3900), 2004[2]